# Tierra
La Tierra (del latín Terra, deidad romana equivalente a Gea, diosa griega de la feminidad y la fecundidad) es un planeta del sistema solar que gira alrededor de su estrella —el Sol— en la tercera órbita más interna. Es el más denso y el quinto mayor de los ocho planetas del sistema solar. También es el más grande de los cuatro planetas terrestres o rocosos (planetas interiores).
La Tierra se formó hace aproximadamente 4550 millones de años y la vida surgió unos mil millones de años después. Es el hogar de millones de especies, incluidos los seres humanos y actualmente el único cuerpo astronómico donde se conoce la existencia de vida. La atmósfera y otras condiciones abióticas han sido alteradas significativamente por la biosfera del planeta, favoreciendo la proliferación de organismos aerobios, así como la formación de una capa de ozono que junto con el campo magnético terrestre bloquean la radiación solar dañina, permitiendo así la vida en la Tierra. Las propiedades físicas de la Tierra, la historia geológica y su órbita han permitido que la vida siga existiendo. Se estima que el planeta seguirá siendo capaz de sustentar vida durante otros 500 millones de años, ya que según las previsiones actuales, pasado ese tiempo la creciente luminosidad del Sol terminará causando la extinción de la biosfera.
La superficie terrestre o corteza está dividida en varias placas tectónicas que se deslizan sobre el magma durante periodos de varios millones de años. La superficie está cubierta por continentes e islas; estos poseen varios lagos, ríos y otras fuentes de agua, que junto con los océanos de agua salada que representan cerca del 71 % de la superficie constituyen la hidrósfera. No se conoce ningún otro planeta con este equilibrio de agua líquida, que es indispensable para cualquier tipo de vida conocida. Los polos de la Tierra están cubiertos en su mayoría de hielo sólido (indlandsis de la Antártida) o de banquisas (casquete polar ártico). El interior del planeta es geológicamente activo, con una gruesa capa de manto relativamente sólido, un núcleo externo líquido que genera un campo magnético, y un sólido núcleo interior compuesto por aproximadamente un 88 % de hierro.
La Tierra interactúa gravitatoriamente con otros objetos en el espacio, especialmente el Sol y la Luna. En la actualidad, la Tierra completa una órbita alrededor del Sol cada vez que realiza 366.26 giros sobre su eje, lo cual es equivalente a 365.26 días solares o un año sideral. El eje de rotación de la Tierra se encuentra inclinado 23.4° con respecto a la perpendicular a su plano orbital, lo que produce las variaciones estacionales en la superficie del planeta con un período de un año tropical (365.24 días solares). La Tierra posee un único satélite natural, la Luna, que comenzó a orbitar la Tierra hace 4530 millones de años; esta produce las mareas, estabiliza la inclinación del eje terrestre y reduce gradualmente la velocidad de rotación del planeta. Hace aproximadamente 3800 a 4100 millones de años, durante el llamado bombardeo intenso tardío, numerosos asteroides impactaron en la Tierra, causando significativos cambios en la mayor parte de su superficie.
Tanto los minerales del planeta como los productos de la biosfera aportan recursos que se utilizan para sostener a la población humana mundial. Sus habitantes están agrupados en unos 200 estados soberanos independientes, que interactúan a través de la diplomacia, los viajes, el comercio y la acción militar. Las culturas humanas han desarrollado muchas ideas sobre el planeta, incluida la personificación de una deidad, la creencia en una Tierra plana o en la Tierra como centro del universo, y una perspectiva moderna del mundo como un entorno integrado que requiere administración.

## Cronología
Los científicos han podido reconstruir información detallada sobre el pasado de la Tierra. Según estos estudios el material más antiguo del sistema solar se formó hace 4567.2 ± 0.6 millones de años, y en torno a unos 4550 millones de años atrás (con una incertidumbre del 1 %) se habían formado ya la Tierra y los otros planetas del sistema solar a partir de la nebulosa solar, una masa en forma de disco compuesta del polvo y gas remanente de la formación del Sol. Este proceso de formación de la Tierra a través de la acreción tuvo lugar mayoritariamente en un plazo de 10-20 millones de años. La capa exterior del planeta, inicialmente fundida, se enfrió hasta formar una corteza sólida cuando el agua comenzó a acumularse en la atmósfera. La Luna se formó poco antes, hace unos 4530 millones de años.

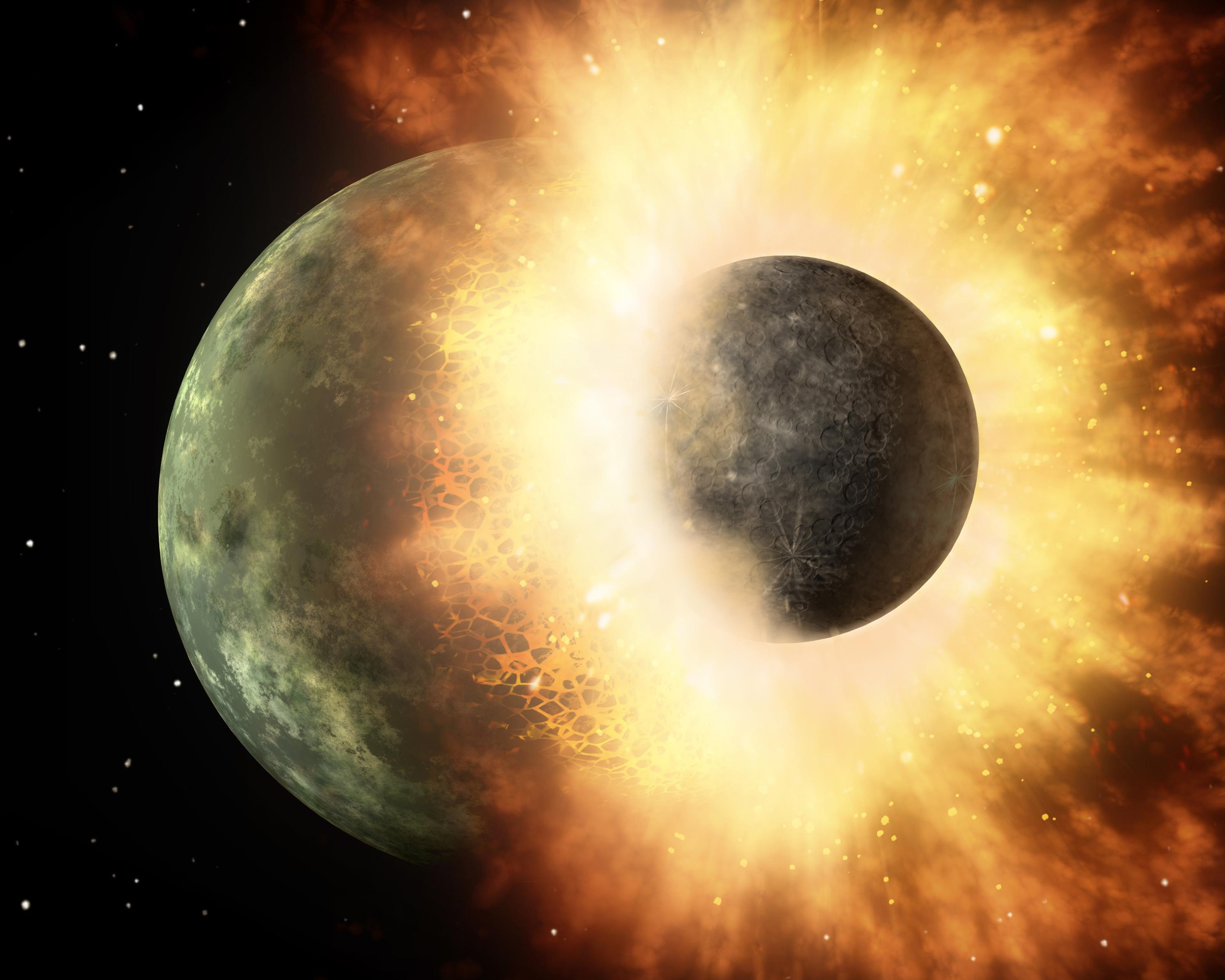
Representación gráfica de la teoría del gran impacto.

El actual modelo consensuado sobre la formación de la Luna es la teoría del gran impacto, que postula que la Luna se creó cuando un objeto del tamaño de Marte, con cerca del 10 % de la masa de la Tierra, impactó tangencialmente contra esta. En este modelo, parte de la masa de este cuerpo podría haberse fusionado con la Tierra, mientras otra parte habría sido expulsada al espacio, proporcionando suficiente material en órbita como para desencadenar nuevamente un proceso de aglutinamiento por fuerzas gravitatorias, y formando así la Luna.
La desgasificación de la corteza y la actividad volcánica produjeron la atmósfera primordial de la Tierra. La condensación de vapor de agua, junto con el hielo y el agua líquida aportada por los asteroides y por protoplanetas, cometas y objetos transneptunianos, produjeron los océanos. El recién formado Sol solo tenía el 70 % de su luminosidad actual: sin embargo, existen evidencias que muestran que los primitivos océanos se mantuvieron en estado líquido; una contradicción denominada la «paradoja del joven Sol débil», ya que aparentemente el agua no debería ser capaz de permanecer en ese estado líquido, sino en el sólido, debido a la poca energía solar recibida. Sin embargo, una combinación de gases de efecto invernadero y mayores niveles de actividad solar contribuyeron a elevar la temperatura de la superficie terrestre, impidiendo así que los océanos se congelaran. Hace 3500 millones de años se formó el campo magnético de la Tierra, lo que ayudó a evitar que la atmósfera fuese arrastrada por el viento solar.
Se han propuesto dos modelos para el crecimiento de los continentes: el modelo de crecimiento constante, y el modelo de crecimiento rápido en una fase temprana de la historia de la Tierra. Las investigaciones actuales sugieren que la segunda opción es más probable, con un rápido crecimiento inicial de la corteza continental, seguido de un largo período de estabilidad. En escalas de tiempo de cientos de millones de años de duración, la superficie terrestre ha estado en constante remodelación, formando y fragmentando continentes. Estos continentes se han desplazado por la superficie, combinándose en ocasiones para formar un supercontinente. Hace aproximadamente 750 millones de años (Ma), uno de los primeros supercontinentes conocidos, Rodinia, comenzó a resquebrajarse. Los continentes más tarde se recombinaron nuevamente para formar Pannotia, entre 600 a 540 Ma, y finalmente Pangea, que se fragmentó hace 180 Ma hasta llegar a la configuración continental actual.

### Evolución de la vida
La Tierra proporciona el único ejemplo conocido de un entorno que ha dado lugar a la evolución de la vida. Se presume que procesos químicos altamente energéticos produjeron una molécula autorreplicante hace alrededor de 4000 millones de años, y hace entre 3500 y 3800 millones de años existió el último antepasado común universal. El desarrollo de la fotosíntesis permitió que los seres vivos recogiesen de forma directa la energía del Sol; el oxígeno resultante acumulado en la atmósfera formó una capa de ozono (una forma de oxígeno molecular [O3]) en la atmósfera superior. La incorporación de células más pequeñas dentro de las más grandes dio como resultado el desarrollo de las células complejas llamadas eucariotas. Los verdaderos organismos multicelulares se formaron cuando las células dentro de colonias se hicieron cada vez más especializadas. La vida colonizó la superficie de la Tierra en parte gracias a la absorción de la radiación ultravioleta por parte de la capa de ozono.
En la década de 1960 surgió una hipótesis que afirmaba que durante el período Neoproterozoico, desde 750 hasta los 580 Ma, se produjo una intensa glaciación en la que gran parte del planeta fue cubierto por una capa de hielo. Esta hipótesis ha sido denominada la «Glaciación global», y es de particular interés, ya que este suceso precedió a la llamada explosión del Cámbrico, en la que las formas de vida multicelulares comenzaron a proliferar.
Tras la explosión del Cámbrico, hace unos 535 Ma se han producido cinco extinciones en masa. De ellas, el evento más reciente ocurrió hace 65 Ma, cuando el impacto de un asteroide provocó la extinción de los dinosaurios no aviarios, así como de otros grandes reptiles, sobreviviendo algunos pequeños animales como los mamíferos, que por aquel entonces eran similares a las actuales musarañas. Durante los últimos 65 millones de años los mamíferos se diversificaron, hasta que hace varios millones de años, un animal africano con aspecto de simio conocido como el Orrorin tugenensis adquirió la capacidad de mantenerse en pie. Esto le permitió utilizar herramientas y favoreció su capacidad de comunicación, proporcionando la nutrición y la estimulación necesarias para desarrollar un cerebro más grande, y permitiendo así la evolución de la especie humana. El desarrollo de la agricultura y de la civilización permitió a los humanos alterar la Tierra en un corto espacio de tiempo como no lo había hecho ninguna otra especie, afectando tanto a la naturaleza como a la diversidad y cantidad de formas de vida.
El presente patrón de edades de hielo comenzó hace alrededor de 40 Ma y luego se intensificó durante el Pleistoceno, hace alrededor de 3 Ma. Desde entonces las regiones en latitudes altas han sido objeto de repetidos ciclos de glaciación y deshielo, en ciclos de 40 000-100 000 años. La última glaciación continental terminó hace 10 000 años.

### Futuro

Ciclo de la vida solar.

El futuro del planeta está estrechamente ligado al del Sol. Como resultado de la acumulación constante de helio en el núcleo del Sol, la luminosidad total de la estrella irá poco a poco en aumento. La luminosidad del Sol crecerá en un 10 % en los próximos 1.1 Ga (1100 millones de años) y en un 40 % en los próximos 3.5 Ga. Los modelos climáticos indican que el aumento de la radiación podría tener consecuencias nefastas en la Tierra, incluyendo la pérdida de los océanos del planeta.
Se espera que la Tierra sea habitable por alrededor de otros 500 millones de años a partir de este momento, aunque este período podría extenderse hasta 2300 millones de años si se elimina el nitrógeno de la atmósfera. El aumento de temperatura en la superficie terrestre acelerará el ciclo del CO2 inorgánico, lo que reducirá su concentración hasta niveles letalmente bajos para las plantas (10 ppm para la fotosíntesis C4) dentro de aproximadamente 500 a 900 millones de años. La falta de vegetación resultará en la pérdida de oxígeno en la atmósfera, lo que provocará la extinción de la vida animal a lo largo de varios millones de años más. Después de otros mil millones de años, todas las aguas superficiales habrán desaparecido y la temperatura media global alcanzará los 70 °C. Incluso si el Sol fuese eterno y estable, el continuo enfriamiento interior de la Tierra se traduciría en una gran pérdida de CO2 debido a la reducción de la actividad volcánica, y el 35 % del agua de los océanos podría descender hasta el manto debido a la disminución del vapor de ventilación en las dorsales oceánicas.
El Sol, siguiendo su evolución natural, se convertirá en una gigante roja en unos 5 Ga. Los modelos predicen que el Sol se expandirá hasta unas 250 veces su tamaño actual, alcanzando un radio cercano a 1 UA (unos 150 millones de kilómetros). El destino que sufrirá la Tierra entonces no está claro. Siendo una gigante roja, el Sol perderá aproximadamente el 30 % de su masa, por lo que sin los efectos de las mareas, la Tierra se moverá a una órbita de 1.7 UA (unos 250 millones de kilómetros) del Sol cuando la estrella alcance su radio máximo. Por lo tanto se espera que el planeta escape inicialmente de ser envuelto por la tenue atmósfera exterior expandida del Sol. Aun así, cualquier forma de vida restante sería destruida por el aumento de la luminosidad del Sol (alcanzando un máximo de cerca de 5000 veces su nivel actual). Sin embargo, una simulación realizada en 2008 indica que la órbita de la Tierra decaerá debido a los efectos de marea y arrastre, ocasionando que el planeta penetre en la atmósfera estelar y se vaporice.

## Composición y estructura
La Tierra es un planeta terrestre, lo que significa que es un cuerpo rocoso y no un gigante gaseoso como Júpiter. Es el más grande de los cuatro planetas terrestres del sistema solar en tamaño y masa, y también es el que tiene la mayor densidad, la mayor gravedad superficial, el campo magnético más fuerte y la rotación más rápida de los cuatro. También es el único planeta terrestre con placas tectónicas activas. El movimiento de estas placas produce que la superficie terrestre esté en constante cambio, siendo responsables de la formación de montañas, de la sismicidad y del vulcanismo.
El ciclo de estas placas también juega un papel preponderante en la regulación de la temperatura terrestre, contribuyendo al reciclaje de gases con efecto invernadero como el dióxido de carbono, por medio de la renovación permanente de los fondos oceánicos.

### Forma

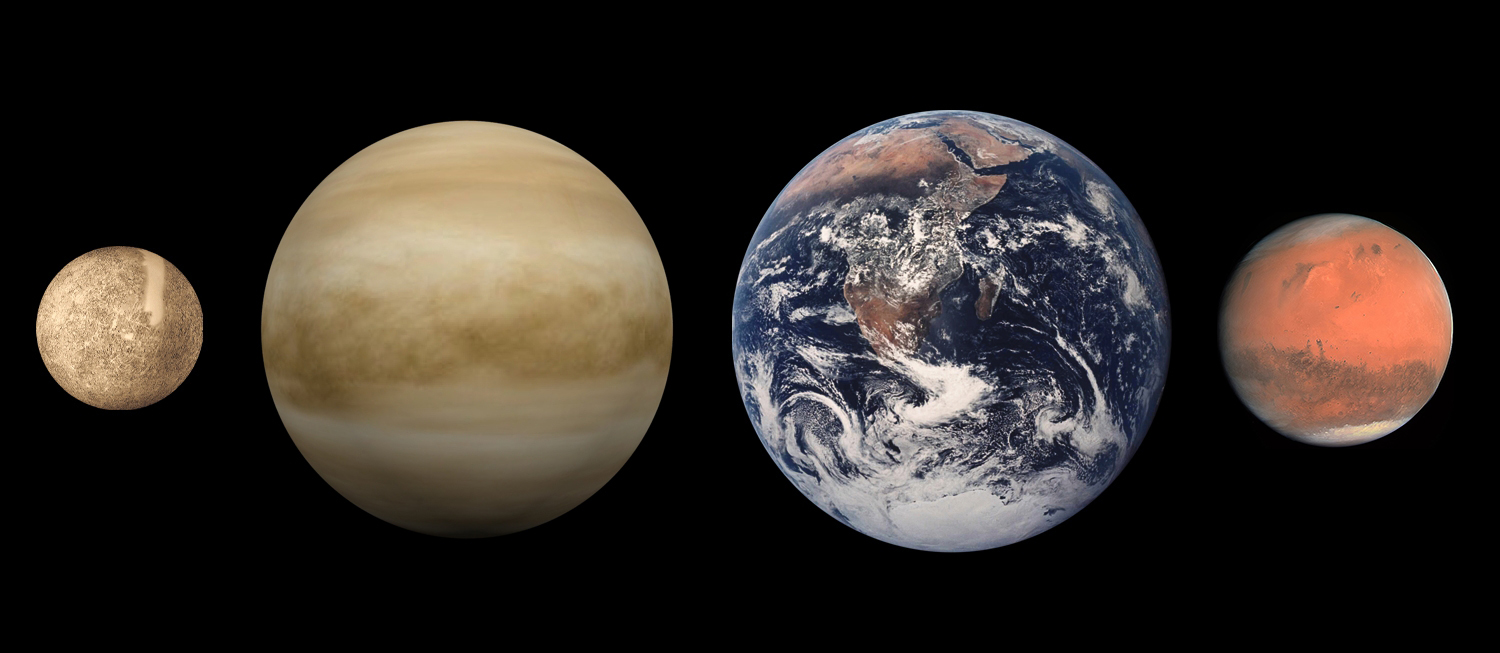
Comparación de tamaño de los planetas interiores (de izquierda a derecha): Mercurio, Venus, Tierra y Marte.

La forma de la Tierra es muy parecida a la de un geoide o esferoide oblato, una esfera achatada por los polos, resultando en un abultamiento alrededor del ecuador. Este abultamiento está causado por la rotación de la Tierra, y ocasiona que el diámetro en el ecuador sea 43 km más largo que el diámetro de un polo a otro. Hace aproximadamente 22 000 años la Tierra tenía una forma más esférica, la mayor parte del hemisferio norte se encontraba cubierto por hielo, y a medida que el hielo se derretía causaba una menor presión en la superficie terrestre en la que se sostenía, causando esto un tipo de «rebote». Este fenómeno siguió ocurriendo hasta mediados de los años noventa, cuando los científicos se percataron de que este proceso se había invertido, es decir, el abultamiento aumentaba. Las observaciones del satélite GRACE muestran que, al menos desde 2002, la pérdida de hielo de Groenlandia y de la Antártida ha sido la principal responsable de esta tendencia.

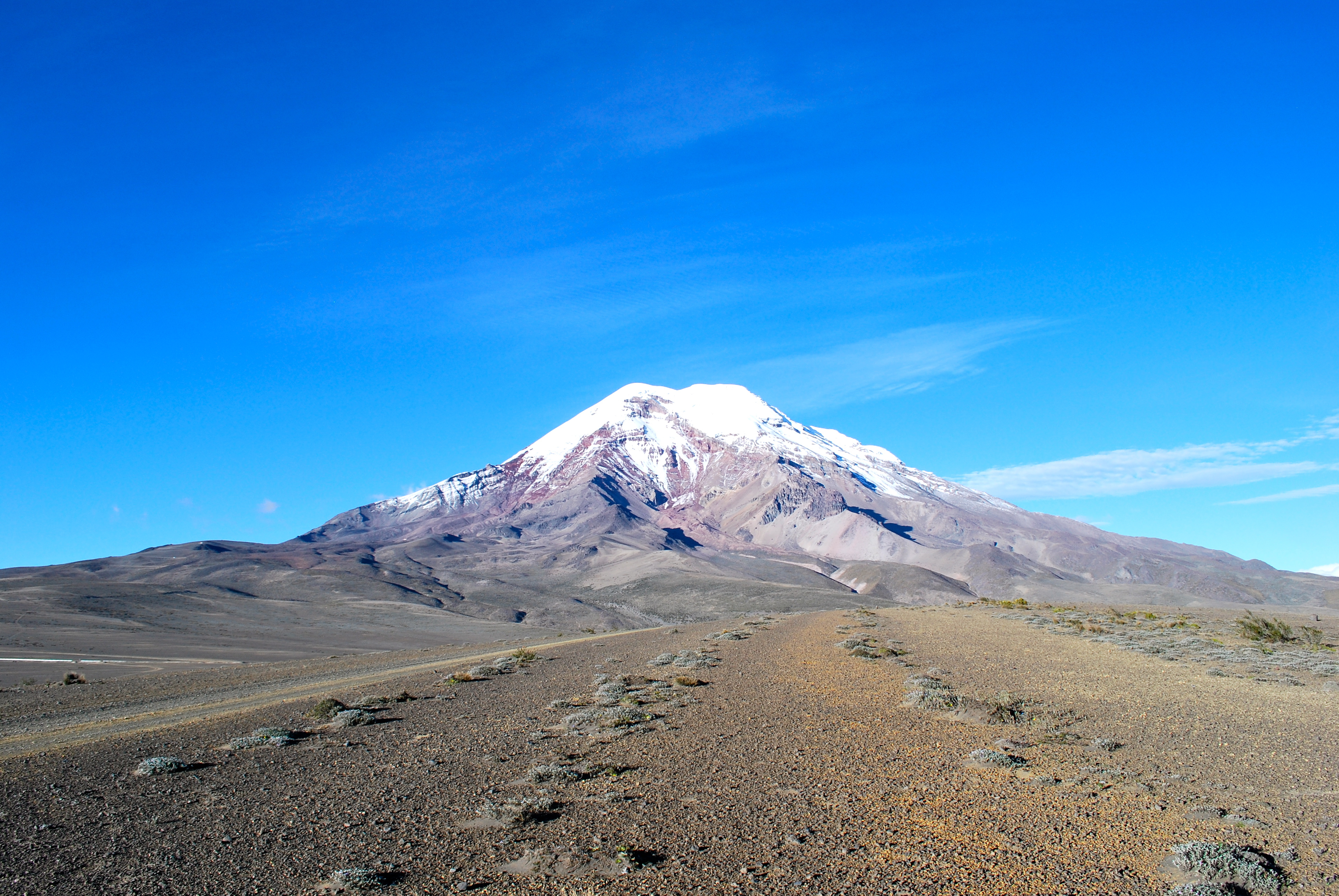
Volcán Chimborazo, el punto terrestre más alejado del centro de la Tierra.

La topografía local se desvía de este esferoide idealizado, aunque las diferencias a escala global son muy pequeñas: la Tierra tiene una desviación de aproximadamente una parte entre 584, o el 0.17 %, desde el esferoide de referencia, que es menor que la tolerancia del 0.22 % permitida en las bolas de billar. Las mayores desviaciones locales en la superficie rocosa de la Tierra son el monte Everest (8 848 m sobre el nivel local del mar) y el abismo Challenger, al sur de la fosa de las Marianas (10 911 m bajo el nivel local del mar). Debido a la protuberancia ecuatorial, el punto terrestre más alejado del centro de la Tierra es el volcán Chimborazo en Ecuador.

La idea de que la forma de la Tierra se aproxima a la de un elipsoide data del siglo XVIII por Pierre Louis Maupertuis. Las primeras ideas antiguas sobre la forma de la Tierra sostenían que la Tierra era plana. Así, por ejemplo, en la antigua Mesopotamia, donde el mundo era visto como un disco rodeado por el océano, más allá del cual se levantaban los pilares de un cielo esférico. También lo es de la cosmología bíblica, tal como aparece en libro de Isaías. Más adelante surgió el concepto de la Tierra esférica como materia de especulación filosófica hasta el siglo III a. C., cuando la astronomía helenística estableció como un hecho, gracias sobre todo a la medición empírica de Eratóstenes. El paradigma helenístico fue gradualmente adoptado en el Viejo Mundo durante la Antigüedad y la Edad Media. Una demostración práctica de la esfericidad de la Tierra fue llevada a cabo por Fernando de Magallanes y Juan Sebastián Elcano en su expedición de circunnavegación del mundo.

### Tamaño
La circunferencia en el ecuador es de 40 091 km. El diámetro en el ecuador es de 12 756 km y en los polos de 12 730 km. El diámetro medio de referencia para el esferoide es de unos 12 742 km, que es aproximadamente 40 000 km/π, ya que el metro se definió originalmente como la diezmillonésima parte de la distancia desde el ecuador hasta el Polo Norte por París, Francia.
Estimaciones del tamaño de la Tierra aparecieron desde los tiempos de Aristóteles. La primera medición fue hecha por Eratóstenes, el 240 a. C. En esa época se aceptaba que la Tierra era esférica. Eratóstenes calculó el tamaño de la Tierra midiendo el ángulo con que alumbraba el Sol en el solsticio, tanto en Alejandría como en Siena, distante 750 km. El tamaño que obtuvo fue de un diámetro de 12 000 km y una circunferencia de 40 000 km, es decir, con un error de solo el 6 % respecto a los datos actuales. Posteriormente Posidonio de Apamea repitió las mediciones en el año 100 a. C., obteniendo el dato de 29 000 km para la circunferencia, considerablemente más impreciso respecto a los datos actuales. Este último valor fue el que aceptó Ptolomeo, por lo que prevaleció ese valor en los siglos siguientes.
Por la Edad Media el astrónomo islámico Al-Biruni utilizó un nuevo método para computar la circunferencia terráquea, obteniendo un valor cercano a los valores modernos. En contraste con sus predecesores, Al-Biruni desarrolló un nuevo método utilizando cálculos trigonométricos basado en el ángulo formado entre un plano y la cima de una montaña, con lo que obtuvo mejores mediciones de la circunferencia terrestre e hizo posible el realizar esta medición desde un solo lugar, por una sola persona. Desde la cima, divisó el ángulo con el horizonte, lo cual, junto con la altura de la montaña (que había calculado previamente), le permitió calcular la curvatura de la Tierra. También hizo uso del álgebra para formular ecuaciones trigonométricas y utilizó el astrolabio para medir ángulos.
| Compuesto             | Fórmula | Composición | Composición |
| Compuesto             | Fórmula | Continental | Oceánica    |
| --------------------- | ------- | ----------- | ----------- |
| sílice                | SiO2    | 60.2 %      | 48.6 %      |
| alúmina               | Al2O3   | 15.2 %      | 16.5 %      |
| cal                   | CaO     | 5.5 %       | 12.3 %      |
| magnesio              | MgO     | 3.1 %       | 6.8 %       |
| óxido de hierro (II)  | FeO     | 3.8 %       | 6.2 %       |
| óxido de sodio        | Na2O    | 3.0 %       | 2.6 %       |
| óxido de potasio      | K2O     | 2.8 %       | 0.4 %       |
| óxido de hierro (III) | Fe2O3   | 2.5 %       | 2.3 %       |
| agua                  | H2O     | 1.4 %       | 1.1 %       |
| dióxido de carbono    | CO2     | 1.2 %       | 1.4 %       |
| óxido de titanio      | TiO2    | 0.7 %       | 1.4 %       |
| óxido de fósforo      | P2O5    | 0.2 %       | 0.3 %       |
| Total                 | Total   | 99.6 %      | 99.9 %      |

### Composición química
La masa de la Tierra es aproximadamente de  5.98 × 1024 kg. Se compone principalmente de hierro (32.1 %), oxígeno (30.1 %), silicio (15.1 %), magnesio (13.9 %), azufre (2.9 %), níquel (1.8 %), calcio (1.5 %) y aluminio (1.4 %), con el 1.2 % restante formado por pequeñas cantidades de otros elementos. Debido a la segregación de masa, se cree que la zona del núcleo está compuesta principalmente de hierro (88.8 %), con pequeñas cantidades de níquel (5.8 %), azufre (4.5 %), y menos del 1 % formado por trazas de otros elementos.
El geoquímico F. W. Clarke (1847-1931), llamado «el padre de la geoquímica por haber determinado la composición de la corteza de la Tierra», calculó que un poco más del 47 % de la corteza terrestre se compone de oxígeno. Los componentes de las rocas más comunes de la corteza de la Tierra son casi todos los óxidos. Cloro, azufre y flúor son las únicas excepciones significativas, y su presencia total en cualquier roca es generalmente mucho menor del 1 %. Los principales óxidos son sílice, alúmina, óxido de hierro, de calcio, de magnesio, potasio a y sodio. La sílice actúa principalmente como un ácido, formando silicatos, y los minerales más comunes de las rocas ígneas son de esta naturaleza. A partir de un cálculo sobre la base de 1672 análisis de todo tipo de rocas, Clarke dedujo que un 99.22 % de las rocas están compuestas por 11 óxidos (véase el cuadro a la derecha). Todos los demás compuestos aparecen solamente en cantidades muy pequeñas.

### Estructura interna
El interior de la Tierra, al igual que el de los otros planetas terrestres, está dividido en capas según su composición química o sus propiedades físicas (reológicas), pero, a diferencia de los otros planetas terrestres, tiene un núcleo interno y externo distintos. Su capa externa es una corteza de silicato sólido, químicamente diferenciado, bajo la cual se encuentra un manto sólido de alta viscosidad. La corteza está separada del manto por la discontinuidad de Mohorovičić, variando el espesor de la misma desde un promedio de 6 km en los océanos a entre 30 y 50 km en los continentes. La corteza y la parte superior fría y rígida del manto superior se conocen comúnmente como la litosfera, y es de la litosfera de lo que están compuestas las placas tectónicas. Debajo de la litosfera se encuentra la astenosfera, una capa de relativamente baja viscosidad sobre la que flota la litosfera. Dentro del manto, entre los 410 y 660 km bajo la superficie, se producen importantes cambios en la estructura cristalina. Estos cambios generan una zona de transición que separa la parte superior e inferior del manto. Bajo el manto se encuentra un núcleo externo líquido de viscosidad extremadamente baja, descansando sobre un núcleo interno sólido. El núcleo interno puede girar con una velocidad angular ligeramente superior que el resto del planeta, avanzando de 0.1 a 0.5° por año.
| Corte de la Tierra desde el núcleo hasta la exosfera (no está a escala). | Profundidad km | Componentes de las capas | Densidad g/cm³ |
| ------------------------------------------------------------------------ | -------------- | ------------------------ | -------------- |
| Corte de la Tierra desde el núcleo hasta la exosfera (no está a escala). | 0-60           | Litosfera                | —              |
| Corte de la Tierra desde el núcleo hasta la exosfera (no está a escala). | 0-35           | Corteza                  | 2.2-2.9        |
| Corte de la Tierra desde el núcleo hasta la exosfera (no está a escala). | 35-60          | Manto superior           | 3.4-4.4        |
| Corte de la Tierra desde el núcleo hasta la exosfera (no está a escala). | 35-2890        | Manto                    | 3.4-5.6        |
| Corte de la Tierra desde el núcleo hasta la exosfera (no está a escala). | 100-700        | Astenosfera              | —              |
| Corte de la Tierra desde el núcleo hasta la exosfera (no está a escala). | 2890-5100      | Núcleo externo           | 9.9-12.2       |
| Corte de la Tierra desde el núcleo hasta la exosfera (no está a escala). | 5100-6378      | Núcleo interno           | 12.8-13.1      |

### Calor
El calor interno de la Tierra proviene de una combinación del calor residual de la acreción planetaria (20 %) y el calor producido por la desintegración radiactiva (80 %). Los isótopos con mayor producción de calor en la Tierra son el potasio-40, el uranio-238, el uranio-235 y el torio-232. En el centro del planeta, la temperatura puede llegar hasta los 7000 K y la presión puede alcanzar los 360 GPa. Debido a que gran parte del calor es proporcionado por la desintegración radiactiva, los científicos creen que en la historia temprana de la Tierra, antes de que los isótopos de reducida vida media se agotaran, la producción de calor de la Tierra fue mucho mayor. Esta producción de calor extra, que hace aproximadamente 3000 millones de años era el doble que la producción actual, pudo haber incrementado los gradientes de temperatura dentro de la Tierra, incrementando la convección del manto y la tectónica de placas, permitiendo la producción de rocas ígneas como las komatitas que no se forman en la actualidad.
| Isótopo | Calor emitido Vatios/kg isótopo | Vida media años | Concentración media del manto kg isótopo/kg manto | Calor emitido W/kg manto |
| ------- | ------------------------------- | --------------- | ------------------------------------------------- | ------------------------ |
| 238U    | 9.46 × 10−5                     | 4.47 × 109      | 30.8 × 10−9                                       | 2.91 × 10−12             |
| 235U    | 5.69 × 10−4                     | 7.04 × 108      | 0.22 × 10−9                                       | 1.25 × 10−13             |
| 232Th   | 2.64 × 10−5                     | 1.40 × 1010     | 124 × 10−9                                        | 3.27 × 10−12             |
| 40K     | 2.92 × 10−5                     | 1.25 × 109      | 36.9 × 10−9                                       | 1.08 × 10−12             |

El promedio de pérdida de calor de la Tierra es de 87 mW m−2, que supone una pérdida global de 4.42 × 1013 W. Una parte de la energía térmica del núcleo es transportada hacia la corteza por plumas del manto, una forma de convección que consiste en afloramientos de roca a altas temperaturas. Estas plumas pueden producir puntos calientes y coladas de basalto. La mayor parte del calor que pierde la Tierra se filtra entre las placas tectónicas, en las surgencias del manto asociadas a las dorsales oceánicas. Casi todas las pérdidas restantes se producen por conducción a través de la litosfera, principalmente en los océanos, ya que allí la corteza es mucho más delgada que en los continentes.

### Placas tectónicas
| Muestra de la extensión y los límites de las placas tectónicas, con superposición de contornos en los continentes que se apoyan |              |
| Nombre de la placa | Área 106 km² |
| Placa Africana | 78.0         |
| Placa Antártica | 60.9         |
| Placa Indoaustraliana | 47.2         |
| Placa Euroasiática | 67.8         |
| Placa Norteamericana | 75.9         |
| Placa Sudamericana | 43.6         |
| Placa Pacífica | 103.3        |

La mecánicamente rígida capa externa de la Tierra, la litosfera, está fragmentada en piezas llamadas placas tectónicas. Estas placas son elementos rígidos que se mueven en relación uno con otro siguiendo uno de estos tres patrones: bordes convergentes, en los que dos placas se aproximan; bordes divergentes, en los que dos placas se separan, y bordes transformantes, en los que dos placas se deslizan lateralmente entre sí. A lo largo de estos bordes de placa se producen los terremotos, la actividad volcánica, la formación de montañas y la formación de fosas oceánicas. Las placas tectónicas se deslizan sobre la parte superior de la astenosfera, la sólida pero menos viscosa sección superior del manto, que puede fluir y moverse junto con las placas, y cuyo movimiento está fuertemente asociado a los patrones de convección dentro del manto terrestre.
A medida que las placas tectónicas migran a través del planeta, el fondo oceánico se subduce bajo los bordes de las placas en los límites convergentes. Al mismo tiempo, el afloramiento de material del manto en los límites divergentes crea las dorsales oceánicas. La combinación de estos procesos recicla continuamente la corteza oceánica nuevamente en el manto. Debido a este proceso de reciclaje, la mayor parte del suelo marino tiene menos de 100 millones de años de edad. La corteza oceánica más antigua se encuentra en el Pacífico Occidental, y tiene una edad estimada de unos 200 millones de años. En comparación, la corteza continental más antigua registrada tiene 4030 millones de años de edad.
Las siete placas más grandes son la Pacífica, Norteamericana, Euroasiática, Africana Antártica, Indoaustraliana y Sudamericana. Otras placas notables son la placa Índica, la placa arábiga, la placa del Caribe, la placa de Nazca en la costa occidental de América del Sur y la placa Escocesa en el sur del océano Atlántico. La placa de Australia se fusionó con la placa de la India hace entre 50 y 55 millones de años. Las placas con movimiento más rápido son las placas oceánicas, con la placa de Cocos avanzando a una velocidad de 75 mm/año y la placa del Pacífico moviéndose 52-69 mm/año. En el otro extremo, la placa con movimiento más lento es la placa eurasiática, que avanza a una velocidad típica de aproximadamente 21 mm/año.

### Superficie

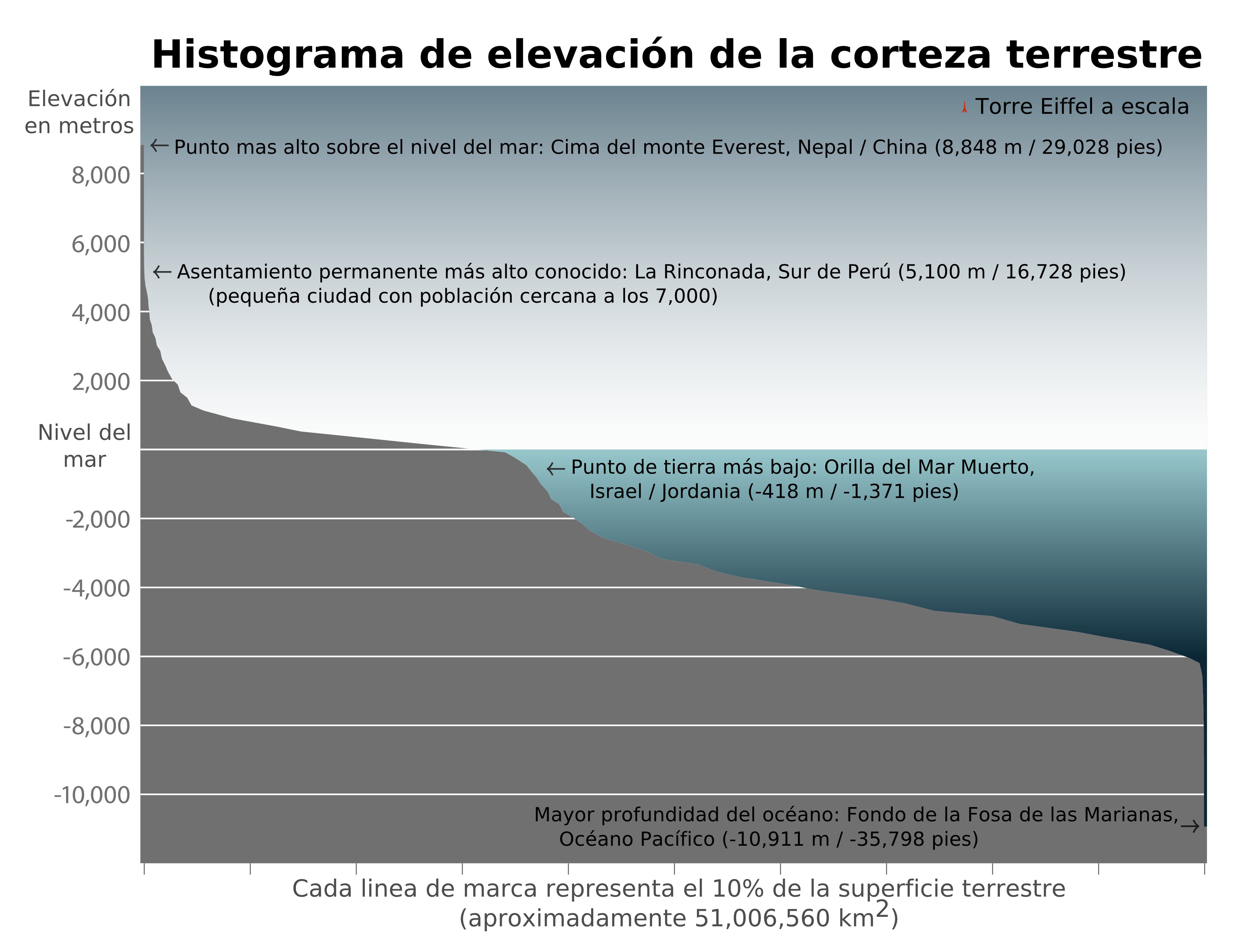
Histograma de elevación de la corteza terrestre.

El relieve de la Tierra varía enormemente de un lugar a otro. Cerca del 70.8 % de la superficie está cubierta por agua, con gran parte de la plataforma continental por debajo del nivel del mar. La superficie sumergida tiene características montañosas, incluyendo un sistema de dorsales oceánicas, así como volcanes submarinos, fosas oceánicas, cañones submarinos, mesetas y llanuras abisales. El restante 29.2 % no cubierto por el agua se compone de montañas, desiertos, llanuras, mesetas y otras geomorfologías.
La superficie del planeta se moldea a lo largo de períodos de tiempo geológicos, debido a la erosión tectónica. Las características de esta superficie formada o deformada mediante la tectónica de placas están sujetas a una constante erosión a causa de las precipitaciones, los ciclos térmicos y los efectos químicos. La glaciación, la erosión costera, la acumulación de los arrecifes de coral y los grandes impactos de meteoritos también actúan para remodelar el paisaje.

Altimetría y batimetría actual. Datos del Modelo Digital de Terreno del National Geophysical Data Center de Estados Unidos.

La corteza continental se compone de material de menor densidad, como las rocas ígneas, el granito y la andesita. Menos común es el basalto, una densa roca volcánica que es el componente principal de los fondos oceánicos. Las rocas sedimentarias se forman por la acumulación de sedimentos compactados. Casi el 75 % de la superficie continental está cubierta por rocas sedimentarias, a pesar de que estas solo forman un 5 % de la corteza. El tercer material rocoso más abundante en la Tierra son las rocas metamórficas, creadas a partir de la transformación de tipos de roca ya existentes mediante altas presiones, altas temperaturas, o ambas. Los minerales de silicato más abundantes en la superficie de la Tierra incluyen el cuarzo, los feldespatos, el anfíbol, la mica, el piroxeno y el olivino. Los minerales de carbonato más comunes son la calcita (que se encuentra en piedra caliza) y la dolomita.
La pedosfera es la capa más externa de la Tierra. Está compuesta de tierra y está sujeta a los procesos de formación del suelo. Existe en el encuentro entre la litosfera, la atmósfera, la hidrosfera y la biosfera. Actualmente el 13.31 % del total de la superficie terrestre es tierra cultivable, y solo el 4.71 % soporta cultivos permanentes. Cerca del 40 % de la superficie emergida se utiliza actualmente como tierras de cultivo y pastizales, estimándose un total de  1.3 × 107 km² para tierras de cultivo y  3.4 × 107 km² para tierras de pastoreo.
La elevación de la superficie terrestre varía entre el punto más bajo de −418 m en el mar Muerto a una altitud máxima, estimada en 2005, de 8848 m en la cima del monte Everest. La altura media de la tierra sobre el nivel del mar es de 840 m.

#### Imágenes satelitales de la Tierra

Planisferio terrestre (composición de fotos satelitales).

El satélite ambiental Envisat de la ESA desarrolló un retrato detallado de la superficie de la Tierra. A través del proyecto GLOBCOVER se desarrolló la creación de un mapa global de la cobertura terrestre con una resolución tres veces superior a la de cualquier otro mapa por satélite hasta aquel momento. Utilizó reflectores radar con antenas de ancho sintéticas, capturando con sus sensores la radiación reflejada.
La NASA completó un nuevo mapa tridimensional, que es la topografía más precisa del planeta, elaborada durante cuatro años con los datos transmitidos por el transbordador espacial Endeavour. Los datos analizados corresponden al 80 % de la masa terrestre. Cubre los territorios de Australia y Nueva Zelanda con detalles sin precedentes. También incluye más de mil islas de la Polinesia y la Melanesia en el Pacífico sur, así como islas del Índico y el Atlántico. Muchas de esas islas apenas se levantan unos metros sobre el nivel del mar y son muy vulnerables a los efectos de las marejadas y tormentas, por lo que su conocimiento ayudará a evitar catástrofes; los datos proporcionados por la misión del Endeavour tendrán una amplia variedad de usos, como la exploración virtual del planeta.

### Hidrosfera

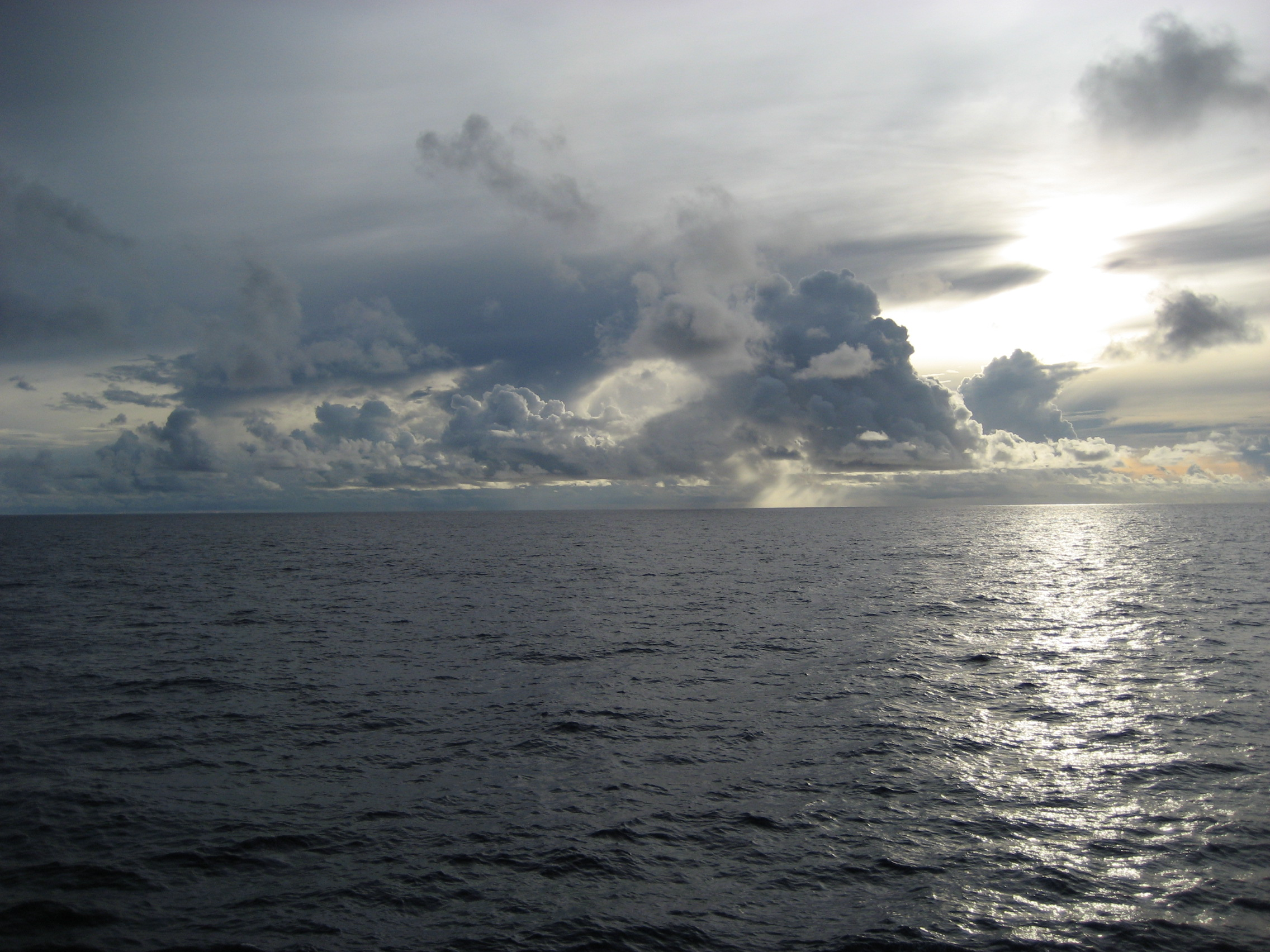
Los océanos poseen el mayor volumen de agua en la Tierra.

La abundancia de agua en la superficie de la Tierra es una característica única que distingue al «Planeta Azul» de otros en el sistema solar. La hidrosfera de la Tierra está compuesta fundamentalmente por océanos, pero técnicamente incluye todas las superficies de agua en el mundo, incluidos los mares interiores, lagos, ríos y aguas subterráneas hasta una profundidad de 2000 m. El lugar más profundo bajo el agua es el abismo Challenger de la fosa de las Marianas, en el océano Pacífico, con una profundidad de −10 911.4 m.
La masa de los océanos es de aproximadamente  1.35 × 1018 toneladas métricas, o aproximadamente 1/4400 de la masa total de la Tierra. Los océanos cubren un área de  361.84 × 106 km² con una profundidad media de 3682.2 m, lo que resulta en un volumen estimado de  1.3324 × 109 km³. Si se nivelase toda la superficie terrestre, el agua cubriría la superficie del planeta hasta una altura de más de 2.7 km. El área total de la Tierra es de  5.1 × 108 km². Para la primera aproximación, la profundidad media sería la relación entre los dos, o de 2.7 km. Aproximadamente el 97.5 % del agua es salada, mientras que el restante 2.5 % es agua dulce. La mayor parte del agua dulce, aproximadamente el 68.7 %, se encuentra actualmente en estado de hielo.
La salinidad media de los océanos es de unos 35 gramos de sal por kilogramo de agua (35 ‰). La mayor parte de esta sal fue liberada por la actividad volcánica, o extraída de las rocas ígneas ya enfriadas. Los océanos son también un reservorio de gases atmosféricos disueltos, siendo estos esenciales para la supervivencia de muchas formas de vida acuática. El agua de los océanos tiene una influencia importante sobre el clima del planeta, actuando como un foco calórico de gran tamaño. Los cambios en la distribución de la temperatura oceánica pueden causar alteraciones climáticas, tales como la Oscilación del Sur, El Niño.

### Atmósfera
La presión atmosférica media al nivel del mar se sitúa en torno a los 101.325 kPa, con una escala de altura de aproximadamente 8.5 km. Está compuesta principalmente de un 78 % de nitrógeno y un 21 % de oxígeno, con trazas de vapor de agua, dióxido de carbono y otras moléculas gaseosas. La altura de la troposfera varía con la latitud, entre 8 km en los polos y 17 km en el ecuador, con algunas variaciones debido a la climatología y los factores estacionales.
La biosfera de la Tierra ha alterado significativamente la atmósfera. La fotosíntesis oxigénica evolucionó hace 2700 millones de años, formando principalmente la atmósfera actual de nitrógeno-oxígeno. Este cambio permitió la proliferación de los organismos aeróbicos, así como la formación de la capa de ozono que bloquea la radiación ultravioleta proveniente del Sol, permitiendo la vida fuera del agua. Otras funciones importantes de la atmósfera para la vida en la Tierra incluyen el transporte de vapor de agua, proporcionar gases útiles, quemar los meteoritos pequeños antes de que alcancen la superficie, y moderar la temperatura. Este último fenómeno se conoce como el efecto invernadero: trazas de moléculas presentes en la atmósfera capturan la energía térmica emitida desde el suelo, aumentando así la temperatura media. El dióxido de carbono, el vapor de agua, el metano y el ozono son los principales gases de efecto invernadero de la atmósfera de la Tierra. Sin este efecto de retención del calor, la temperatura superficial media sería de −18 °C y la vida probablemente no existiría.

#### Clima y tiempo atmosférico

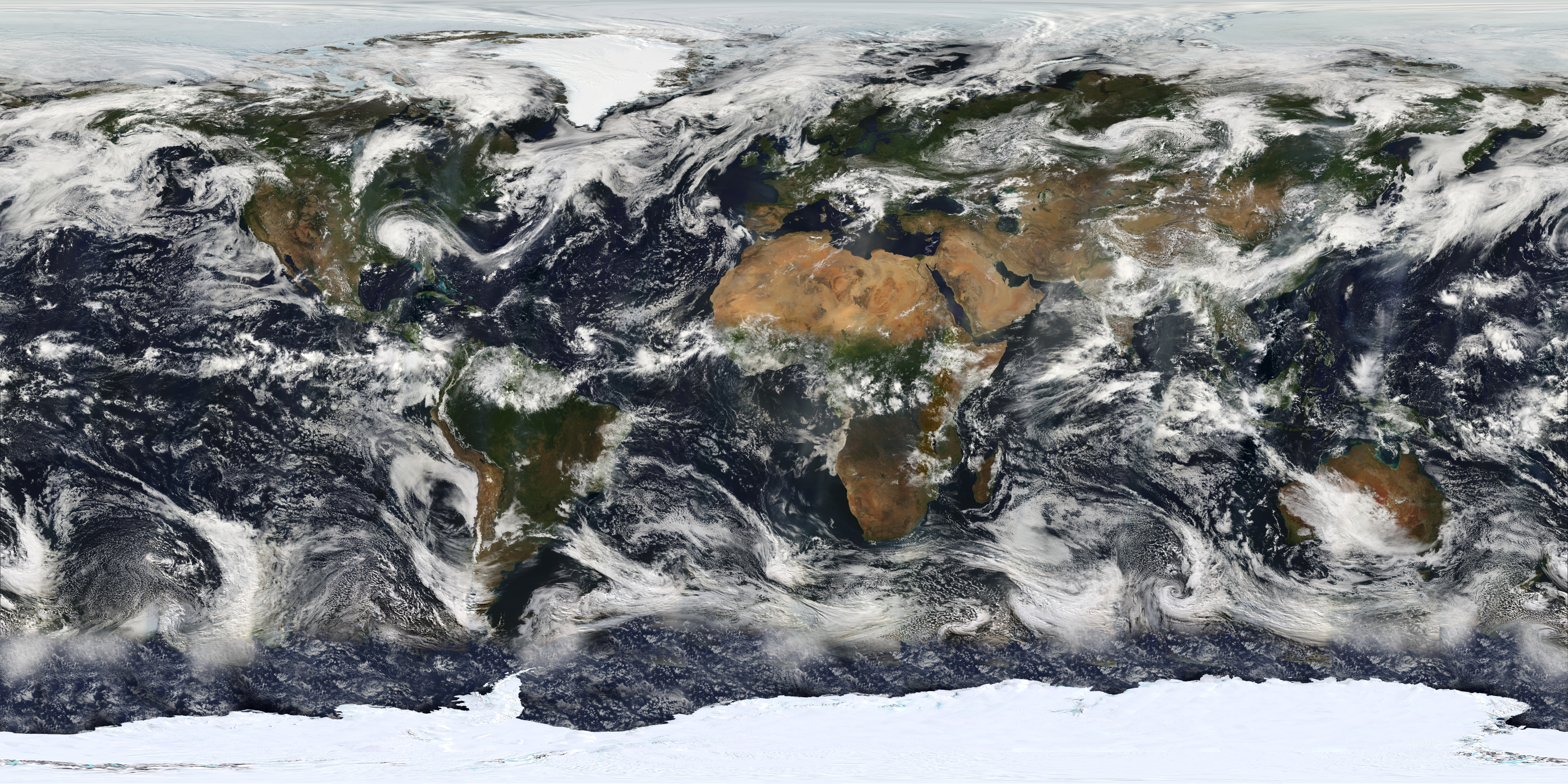
Imagen satelital de la nubosidad de la Tierra usando el espectroradiómetro de imágenes de media resolución de la NASA.

La atmósfera terrestre no tiene unos límites definidos, haciéndose poco a poco más delgada hasta desvanecerse en el espacio exterior. Tres cuartas partes de la masa atmosférica están contenidas dentro de los primeros 11 km de la superficie del planeta. Esta capa inferior se llama troposfera. La energía del Sol calienta esta capa y la superficie bajo esta, causando la expansión del aire. El aire caliente se eleva debido a su menor densidad, siendo sustituido por aire de mayor densidad, es decir, aire más frío. Esto da como resultado la circulación atmosférica que genera el tiempo y el clima a través de la redistribución de la energía térmica.
Las líneas principales de circulación atmosférica las constituyen los vientos alisios en la región ecuatorial por debajo de los 30° de latitud, y los vientos del oeste en latitudes medias entre los 30° y 60°. Las corrientes oceánicas también son factores importantes para determinar el clima, especialmente la circulación termohalina que distribuye la energía térmica de los océanos ecuatoriales a las regiones polares.
El vapor de agua generado a través de la evaporación superficial es transportado según los patrones de circulación de la atmósfera. Cuando las condiciones atmosféricas permiten la elevación del aire caliente y húmedo, el agua se condensa y se deposita en la superficie en forma de precipitaciones. La mayor parte del agua es transportada a altitudes más bajas mediante los sistemas fluviales y por lo general regresa a los océanos o es depositada en los lagos. Este ciclo del agua es un mecanismo vital para sustentar la vida en la tierra y es un factor primario de la erosión que modela la superficie terrestre a lo largo de períodos geológicos. Los patrones de precipitación varían enormemente, desde varios metros de agua por año a menos de un milímetro. La circulación atmosférica, las características topológicas y las diferencias de temperatura determinan las precipitaciones medias de cada región.
La cantidad de energía solar que llega a la Tierra disminuye al aumentar la latitud. En las latitudes más altas la luz solar incide en la superficie en un ángulo menor, teniendo que atravesar gruesas columnas de atmósfera. Como resultado, la temperatura media anual del aire a nivel del mar se reduce en aproximadamente 0.4 °C por cada grado de latitud alejándose del ecuador. La Tierra puede ser subdividida en franjas latitudinales más o menos homogéneas con un clima específico. Desde el ecuador hasta las regiones polares, se encuentran la zona intertropical (o ecuatorial), el clima subtropical, el clima templado y los climas polares. El clima también puede ser clasificado en función de la temperatura y las precipitaciones, en regiones climáticas caracterizadas por masas de aire bastante uniformes. La metodología de clasificación más usada es la clasificación climática de Köppen (modificada por el estudiante de Wladimir Peter Köppen, Rudolph Geiger), que cuenta con cinco grandes grupos (zonas tropicales húmedas, zonas áridas, zonas húmedas con latitud media, clima continental y frío polar), que se dividen en subtipos más específicos.

#### Atmósfera superior

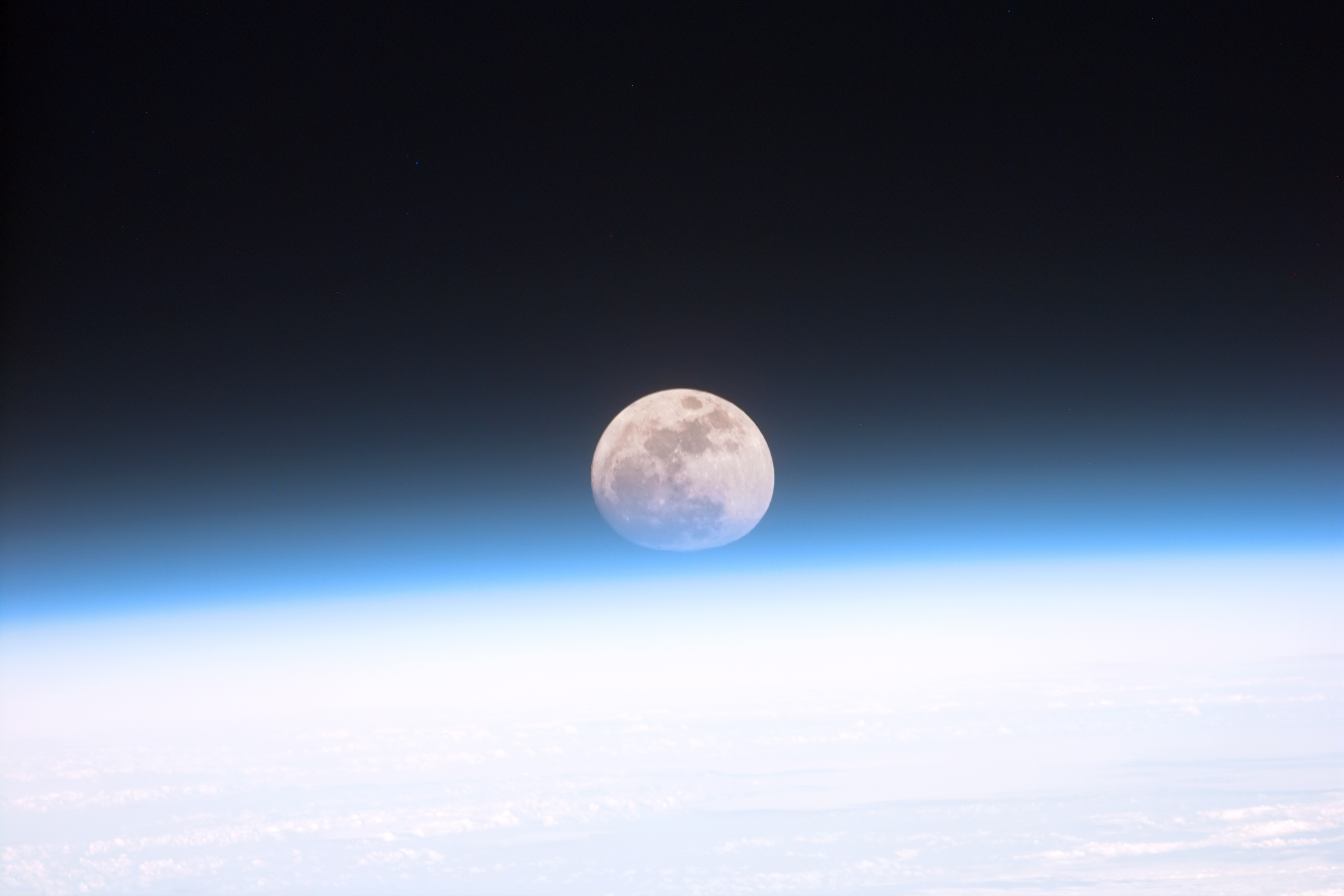
Imagen de la NASA en la que se observa la Luna parcialmente oscurecida y deformada por la refracción atmosférica.

Por encima de la troposfera, la atmósfera suele dividir en estratosfera, mesosfera y termosfera. Cada capa tiene un gradiente adiabático diferente, que define la tasa de cambio de la temperatura con respecto a la altura. Más allá de éstas se encuentra la exosfera, que se atenúa hasta penetrar en la magnetosfera, donde los campos magnéticos de la Tierra interactúan con el viento solar. Dentro de la estratosfera se encuentra la capa de ozono; un componente que protege parcialmente la superficie terrestre de la luz ultravioleta, siendo un elemento importante para la vida en la Tierra. La línea de Kármán, definida en los 100 km sobre la superficie de la Tierra, es una definición práctica usada para establecer el límite entre la atmósfera y el espacio.
La energía térmica hace que algunas de las moléculas en el borde exterior de la atmósfera de la Tierra incrementen su velocidad hasta el punto de poder escapar de la gravedad del planeta. Esto da lugar a una pérdida lenta pero constante de la atmósfera hacia el espacio. Debido a que el hidrógeno no fijado tiene un bajo peso molecular puede alcanzar la velocidad de escape más fácilmente, escapando así al espacio exterior a un ritmo mayor que otros gases. La pérdida de hidrógeno hacia el espacio contribuye a la transformación de la Tierra desde su inicial estado reductor a su actual estado oxidante. La fotosíntesis proporcionó una fuente de oxígeno libre, pero se cree que la pérdida de agentes reductores como el hidrógeno fue una condición previa necesaria para la acumulación generalizada de oxígeno en la atmósfera. Por tanto, la capacidad del hidrógeno para escapar de la atmósfera de la Tierra puede haber influido en la naturaleza de la vida desarrollada en el planeta. En la atmósfera actual, rica en oxígeno, la mayor parte del hidrógeno se convierte en agua antes de tener la oportunidad de escapar. En cambio, la mayor parte de la pérdida de hidrógeno actual proviene de la destrucción del metano en la atmósfera superior.

### Campo magnético

Esquema de la magnetosfera de la Tierra. Los flujos de viento solar, de izquierda a derecha

El campo magnético de la Tierra tiene una forma similar a un dipolo magnético, con los polos actualmente localizados cerca de los polos geográficos del planeta. En el ecuador del campo magnético (ecuador magnético), la fuerza del campo magnético en la superficie es 3.05 × 10−5T, con un momento magnético dipolar global de 7.91 × 1015 T m³. Según la teoría del dínamo, el campo se genera en el núcleo externo fundido, región donde el calor crea movimientos de convección en materiales conductores, generando corrientes eléctricas. Estas corrientes inducen a su vez el campo magnético de la Tierra. Los movimientos de convección en el núcleo son caóticos; los polos magnéticos se mueven y periódicamente cambian de orientación. Esto da lugar a reversiones geomagnéticas a intervalos de tiempo irregulares, unas pocas veces cada millón de años. La inversión más reciente tuvo lugar hace aproximadamente 700 000 años.
El campo magnético forma la magnetosfera, que desvía las partículas de viento solar. En dirección al Sol, el arco de choque entre el viento solar y la magnetosfera se encuentra a unas 13 veces el radio de la Tierra. La colisión entre el campo magnético y el viento solar forma los cinturones de radiación de Van Allen; un par de regiones concéntricas, con forma tórica, formadas por partículas cargadas muy energéticas. Cuando el plasma entra en la atmósfera de la Tierra por los polos magnéticos se crean las auroras polares.

## Rotación y órbita

### Rotación

Inclinación del eje de la Tierra (u oblicuidad) y su relación con el eje de rotación y el plano orbital.

La rotación de la Tierra fotografiada por DSCOVR EPIC el 29 de mayo de 2016, unas semanas antes del solsticio.

El período de rotación de la Tierra con respecto al Sol, es decir, un día solar, es de alrededor de 86 400 segundos de tiempo solar (86 400.0025 segundos SIU). El día solar de la Tierra es ahora un poco más largo de lo que era durante el siglo XIX debido a la aceleración de marea, los días duran entre 0 y 2 ms SIU más.
El período de rotación de la Tierra en relación con las estrellas fijas, llamado día estelar por el Servicio Internacional de Rotación de la Tierra y Sistemas de Referencia (IERS por sus siglas en inglés), es de 86 164.098903691 segundos del tiempo solar medio (UT1), o de 23h 56m 4.098903691s. El período de rotación de la Tierra en relación con el equinoccio vernal, mal llamado el día sidéreo, es de 86 164.09053083288 segundos del tiempo solar medio (UT1) (23h 56m 4.09053083288s). Por tanto, el día sidéreo es más corto que el día estelar en torno a 8.4 ms. La longitud del día solar medio en segundos SIU está disponible en el IERS para los períodos 1623-2005 y 1962-2005.
Aparte de los meteoros en la atmósfera y de los satélites en órbita baja, el movimiento aparente de los cuerpos celestes vistos desde la Tierra se realiza hacia al oeste, a una velocidad de 15°/h = 15′/min. Para las masas cercanas al ecuador celeste, esto es equivalente a un diámetro aparente del Sol o de la Luna cada dos minutos (desde la superficie del planeta, los tamaños aparentes del Sol y de la Luna son aproximadamente iguales).

### Órbita

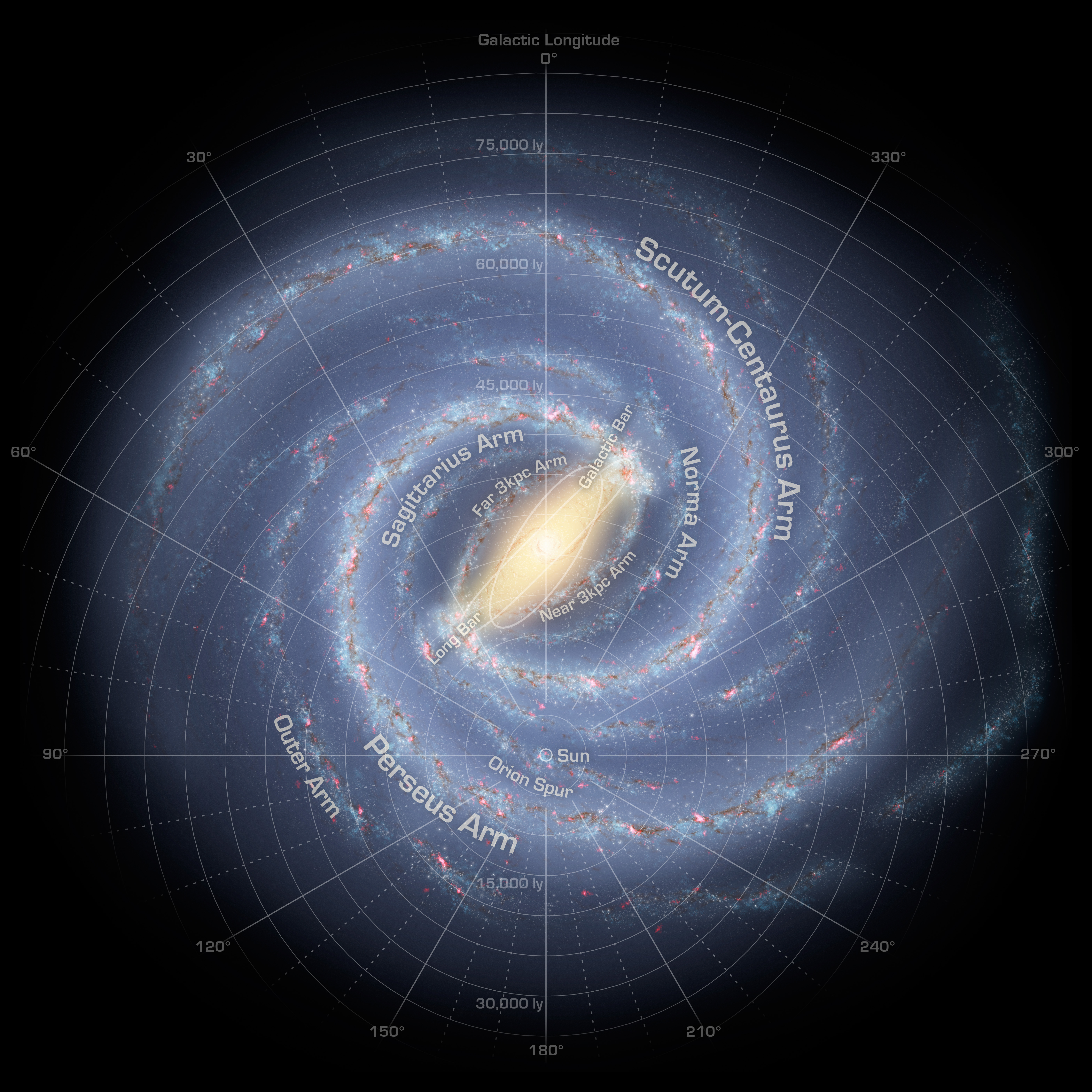
Ilustración de la galaxia Vía Láctea, mostrando la posición del Sol

La Tierra orbita alrededor del Sol a una distancia media de unos 150 millones de kilómetros, completando una órbita cada 365.2564 días solares, o un año sideral. Desde la Tierra, esto genera un movimiento aparente del Sol hacia el este, desplazándose con respecto a las estrellas a un ritmo de alrededor de 1°/día, o un diámetro del Sol o de la Luna cada 12 horas. Debido a este movimiento, en promedio la Tierra tarda 24 horas (un día solar) en completar una rotación sobre su eje hasta que el sol regresa al meridiano. La velocidad orbital de la Tierra es de aproximadamente 29.8 km/s (107 000 km/h), que es lo suficientemente rápida como para recorrer el diámetro del planeta (12 742 km) en siete minutos, o la distancia entre la Tierra y la Luna (384 000 km) en cuatro horas.
La Luna gira con la Tierra en torno a un baricentro común, debido a que este se encuentra dentro de la Tierra, a 4541 km de su centro, el sistema Tierra-Luna no es un planeta doble, la Luna completa un giro cada 27.32 días con respecto a las estrellas de fondo. Cuando se combina con la revolución común del sistema Tierra-Luna alrededor del Sol, el período del mes sinódico, desde una luna nueva a la siguiente, es de 29.53 días. Visto desde el polo norte celeste, el movimiento de la Tierra, la Luna y sus rotaciones axiales son todas contrarias a la dirección de las manecillas del reloj (sentido antihorario). Visto desde un punto de vista situado sobre los polos norte del Sol y la Tierra, la Tierra parecería girar en sentido antihorario alrededor del Sol. Los planos orbitales y axiales no están alineados: El eje de la Tierra está inclinado unos 23.4 grados con respecto a la perpendicular al plano Tierra-Sol, y el plano entre la Tierra y la Luna está inclinado unos 5 grados con respecto al plano Tierra-Sol. Sin esta inclinación, habría un eclipse cada dos semanas, alternando entre los eclipses lunares y eclipses solares.
La esfera de Hill, o la esfera de influencia gravitatoria, de la Tierra tiene aproximadamente 1.5 Gm (o 1 500 000 kilómetros) de radio. Esta es la distancia máxima en la que la influencia gravitatoria de la Tierra es más fuerte que la de los más distantes Sol y resto de planetas. Los objetos deben orbitar la Tierra dentro de este radio, o terminarán atrapados por la perturbación gravitatoria del Sol.
Desde el año de 1772, se estableció que cuerpos pequeños pueden orbitar de manera estable la misma órbita que un planeta, si esta permanece cerca de un punto triangular de Lagrange (también conocido como «punto troyano») los cuales están situados 60° delante y 60° detrás del planeta en su órbita. La Tierra es el cuarto planeta con un asteroide troyano (2010 TK7) después de Júpiter, Marte y Neptuno de acuerdo a la fecha de su descubrimiento Este fue difícil de localizar debido al posicionamiento geométrico de la observación, este fue descubierto en 2010 gracias al telescopio WISE (Wide-Field Infrared Survey Explorer) de la NASA, pero fue en abril de 2011 con el telescopio «Canadá-Francia-Hawái» cuando se confirmó su naturaleza troyana, y se estima que su órbita permanezca estable dentro de los próximos 10 000 años.
La Tierra, junto con el sistema solar, está situada en la galaxia Vía Láctea, orbitando a alrededor de 28 000 años luz del centro de la galaxia. En la actualidad se encuentra unos 20 años luz por encima del plano ecuatorial de la galaxia, en el brazo espiral de Orión.

### Estaciones e inclinación axial

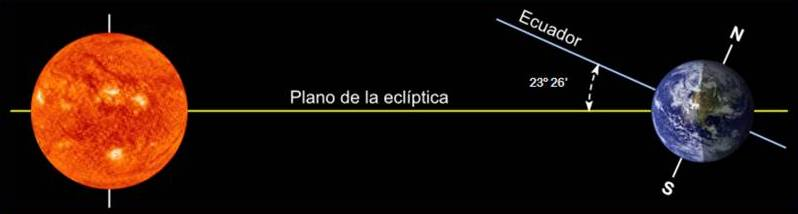
Las estaciones se producen en la Tierra debido a la inclinación de su eje de rotación respecto al plano definido por su órbita (de la eclíptica). En la ilustración es invierno en el hemisferio norte y verano en el hemisferio sur. (La distancia y el tamaño entre los cuerpos no está a escala).

Debido a la inclinación del eje de la Tierra, la cantidad de luz solar que llega a un punto cualquiera en la superficie varía a lo largo del año. Esto ocasiona los cambios estacionales en el clima, siendo verano en el hemisferio norte ocurre cuando el Polo Norte está apuntando hacia el Sol, e invierno cuando apunta en dirección opuesta. Durante el verano, el día tiene una duración más larga y la luz solar incide más perpendicularmente en la superficie. Durante el invierno, el clima se vuelve más frío y los días más cortos. En la zona del círculo polar ártico se da el caso extremo de no recibir luz solar durante una parte del año; fenómeno conocido como la noche polar. En el hemisferio sur se da la misma situación pero de manera inversa, con la orientación del Polo Sur opuesta a la dirección del Polo Norte.

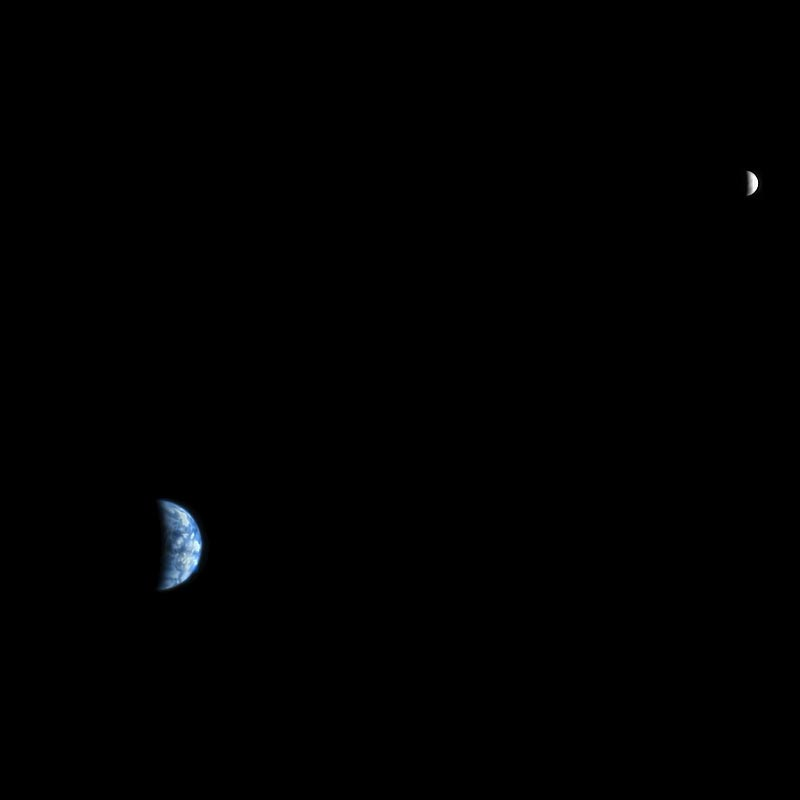
La Tierra y la Luna vistas desde Marte, imagen del Mars Reconnaissance Orbiter. Desde el espacio, la Tierra puede verse en fases similares a las fases lunares.

Por convenio astronómico, las cuatro estaciones están determinadas por solsticios (puntos de la órbita en los que el eje de rotación terrestre alcanza la máxima inclinación hacia el Sol —solsticio de verano— o hacia el lado opuesto —solsticio de invierno—) y por equinoccios, cuando la inclinación del eje terrestre es perpendicular a la dirección del Sol. En el hemisferio norte, el solsticio de invierno se produce alrededor del 21 de diciembre, el solsticio de verano el 21 de junio, el equinoccio de primavera el 20 de marzo y el equinoccio de otoño el 23 de septiembre. En el hemisferio sur la situación se invierte, con el verano y los solsticios de invierno en fechas contrarias a la del hemisferio norte. De igual manera sucede con el equinoccio de primavera y de otoño.
El ángulo de inclinación de la Tierra es relativamente estable durante largos períodos de tiempo. Sin embargo, la inclinación se somete a nutaciones; un ligero movimiento irregular, con un período de 18.6 años. La orientación (en lugar del ángulo) del eje de la Tierra también cambia con el tiempo, precesando un círculo completo en cada ciclo de 25 800 años. Esta precesión es la razón de la diferencia entre el año sidéreo y el año tropical. Ambos movimientos son causados por la atracción variante del Sol y la Luna sobre el abultamiento ecuatorial de la Tierra. Desde la perspectiva de la Tierra, los polos también migran unos pocos metros sobre la superficie. Este movimiento polar tiene varios componentes cíclicos, que en conjunto reciben el nombre de movimientos cuasiperiódicos. Además del componente anual de este movimiento, existe otro movimiento con ciclos de 14 meses llamado el bamboleo de Chandler. La velocidad de rotación de la Tierra también varía en un fenómeno conocido como variación de duración del día.
En tiempos modernos, el perihelio de la Tierra se produce alrededor del 3 de enero y el afelio alrededor del 4 de julio. Sin embargo, estas fechas cambian con el tiempo debido a la precesión orbital y otros factores, que siguen patrones cíclicos conocidos como ciclos de Milankovitch. La variación de la distancia entre la Tierra y el Sol resulta en un aumento de alrededor del 6.9 % de la energía solar que llega a la Tierra en el perihelio en relación con el afelio. Puesto que el hemisferio sur está inclinado hacia el Sol en el momento en que la Tierra alcanza la máxima aproximación al Sol, a lo largo del año el hemisferio sur recibe algo más de energía del Sol que el hemisferio norte. Sin embargo, este efecto es mucho menos importante que el cambio total de energía debido a la inclinación del eje, y la mayor parte de este exceso de energía es absorbido por la superficie oceánica, que se extiende en mayor proporción en el hemisferio sur.

## Satélite natural y otros elementos orbitales
| Diámetro        | 3474.8 km       |
| Masa            | 7.349 × 1022 kg |
| Semieje mayor   | 384 400 km      |
| Periodo orbital | 27 d 7 h 43.7 m |

### Luna
La Luna es el satélite natural de la Tierra. Es un cuerpo del tipo terrestre relativamente grande: con un diámetro de alrededor de la cuarta parte del de la Tierra, es el segundo satélite más grande del sistema solar en relación con el tamaño de su planeta, después del satélite Caronte de su planeta enano Plutón. Los satélites naturales que orbitan los demás planetas se denominan «lunas» en referencia a la Luna de la Tierra.

Detalles del sistema Tierra-Luna. Además del radio de cada objeto, de la distancia entre ellos, y de la inclinación del eje de cada uno, se muestra la distancia del baricentro del sistema Tierra-Luna al centro de la Tierra. Imágenes e información de la NASA. El eje de la Luna se localiza por la tercera ley de Cassini.

La atracción gravitatoria entre la Tierra y la Luna causa las mareas en la Tierra. El mismo efecto en la Luna ha dado lugar a su acoplamiento de marea, lo que significa que su período de rotación es idéntico a su periodo de traslación alrededor de la Tierra. Como resultado, la luna siempre presenta la misma cara hacia nuestro planeta. A medida que la Luna orbita la Tierra, diferentes partes de su cara son iluminadas por el Sol, dando lugar a las fases lunares. La parte oscura de la cara está separada de la parte iluminada del terminador solar.
Debido a la interacción de las mareas, la Luna se aleja de la Tierra a una velocidad de aproximadamente 38 mm al año. Acumuladas durante millones de años, estas pequeñas modificaciones, así como el alargamiento del día terrestre en alrededor de 23 µs, han producido cambios significativos. Durante el período devónico, por ejemplo, (hace aproximadamente 410 millones de años) un año tenía 400 días, cada uno con una duración de 21.8 horas.

Secuencia de imágenes que muestran la rotación de la Tierra y la traslación de la Luna vistas desde la sonda espacial Galileo.

La Luna pudo haber afectado dramáticamente el desarrollo de la vida, moderando el clima del planeta. Evidencias paleontológicas y simulaciones computarizadas muestran que la inclinación del eje terrestre está estabilizada por las interacciones de marea con la Luna. Algunos teóricos creen que sin esta estabilización frente al momento ejercido por el Sol y los planetas sobre la protuberancia ecuatorial de la Tierra, el eje de rotación podría ser caóticamente inestable, mostrando cambios caóticos durante millones de años, como parece ser el caso de Marte.
Vista desde la Tierra, la Luna está justo a una distancia que la hace que el tamaño aparente de su disco sea casi idéntico al del Sol. El diámetro angular (o ángulo sólido) de estos dos cuerpos coincide porque aunque el diámetro del Sol es unas 400 veces más grande que el de la Luna, también está 400 veces más distante. Esto permite que en la Tierra se produzcan los eclipses solares totales y anulares.
La teoría más ampliamente aceptada sobre el origen de la Luna, la teoría del gran impacto, afirma que esta se formó por la colisión de un protoplaneta del tamaño de Marte, llamado Tea, con la Tierra primitiva. Esta hipótesis explica (entre otras cosas) la relativa escasez de hierro y elementos volátiles en la Luna, y el hecho de que su composición sea casi idéntica a la de la corteza terrestre.

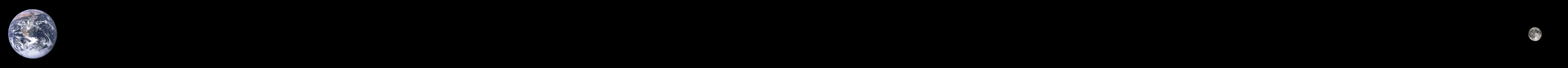
Representación a escala del tamaño y distancia relativa entre la Tierra y la Luna.

### Otros elementos orbitales
A fecha de 2016, el planeta Tierra tiene nueve cuasisatélites naturales o asteroides coorbitales conocidos: el (3753) Cruithne,
el 2002 AA29, 2003 YN107,
2004 GU9, 2006 FV35, 2010 SO16 2013 LX28, 2014 OL339 y 2016 HO3. El 15 de febrero de 2020 se descubrió que 2020 CD3 es un satélite natural temporal terrestre.
A fecha de septiembre de 2021, existen 4550 satélites operativos creados por el hombre orbitando la Tierra.

## Habitabilidad
Un planeta que pueda sostener vida se denomina habitable, incluso aunque en él no se originara vida. La Tierra proporciona las (actualmente entendidas como) condiciones necesarias, tales como el agua líquida, un ambiente que permite el ensamblaje de moléculas orgánicas complejas, y la energía suficiente para mantener un metabolismo. Hay otras características que se cree que también contribuyen a la capacidad del planeta para originar y mantener la vida: la distancia entre la Tierra y el Sol, así como su excentricidad orbital, la velocidad de rotación, la inclinación axial, la historia geológica, la permanencia de la atmósfera, y la protección ofrecida por el campo magnético.

### Biosfera
Se denomina «biosfera» al conjunto de los diferentes tipos de vida del planeta junto con su entorno físico, modificado por la presencia de los primeros. Generalmente se entiende que la biosfera empezó a evolucionar hace 3500 millones de años. La Tierra es el único lugar donde se sabe que existe vida. La biosfera se divide en una serie de biomas, habitados por plantas y animales esencialmente similares. En tierra, los biomas se separan principalmente por las diferencias en latitud, la altitud sobre el nivel del mar y la humedad. Los biomas terrestres situados en los círculos ártico o antártico, en gran altura o en zonas extremadamente áridas son relativamente estériles de vida vegetal y animal; la diversidad de especies alcanza su máximo en tierras bajas y húmedas, en latitudes ecuatoriales.

### Recursos naturales y uso de la tierra
La Tierra proporciona recursos que son explotados por los seres humanos con diversos fines. Algunos de estos son recursos no renovables, tales como los combustibles fósiles, que son difícilmente renovables a corto plazo.
De la corteza terrestre se obtienen grandes depósitos de combustibles fósiles, consistentes en carbón, petróleo, gas natural y clatratos de metano. Estos depósitos son utilizados por los seres humanos para la producción de energía, y también como materia prima para la producción de sustancias químicas. Los cuerpos minerales también se han formado en la corteza terrestre a través de distintos procesos de mineralogénesis, como consecuencia de la erosión y de los procesos implicados en la tectónica de placas. Estos cuerpos albergan fuentes concentradas de varios metales y otros elementos útiles.
La biosfera de la Tierra produce muchos productos biológicos útiles para los seres humanos, incluyendo (entre muchos otros) alimentos, madera, fármacos, oxígeno, y el reciclaje de muchos residuos orgánicos. El ecosistema terrestre depende de la capa superior del suelo y del agua dulce, y el ecosistema oceánico depende del aporte de nutrientes disueltos desde tierra firme. Los seres humanos también habitan la tierra usando materiales de construcción para construir refugios. Para 1993, el aprovechamiento de la tierra por los humanos era de aproximadamente:
| Uso de la tierra | Tierra cultivable | Cultivos permanentes | Pastos permanentes | Bosques y tierras arboladas | Áreas urbanas | Otros |
| Porcentaje       | 13.13 %           | 4.71 %               | 26 %               | 32 %                        | 1.5 %         | 30 %  |

La cantidad de tierras de regadío en 1993 se estimaban en 2 481 250 km².

### Medio ambiente y riesgos
Grandes áreas de la superficie de la Tierra están sujetas a condiciones climáticas extremas, tales como ciclones tropicales, huracanes, o tifones que dominan la vida en esas zonas. Muchos lugares están sujetos a terremotos, deslizamientos, tsunamis, erupciones volcánicas, tornados, dolinas, ventiscas, inundaciones, sequías y otros desastres naturales.
Muchas áreas concretas están sujetas a la contaminación causada por el hombre del aire y del agua, a la lluvia ácida, a sustancias tóxicas, a la pérdida de vegetación (sobrepastoreo, deforestación, desertificación), a la pérdida de vida salvaje, la extinción de especies, la degradación del suelo y su agotamiento, a la erosión y a la introducción de especies invasoras.
Según las Naciones Unidas, existe un consenso científico que vincula las actividades humanas con el calentamiento global, debido a las emisiones industriales de dióxido de carbono y el calor residual antropogénico. Se prevé que esto produzca cambios tales como el derretimiento de los glaciares y superficies heladas, temperaturas más extremas, cambios significativos en el clima y un aumento global del nivel del mar.

### Geografía humana
La cartografía —el estudio y práctica de la elaboración de mapas—, y subsidiariamente la geografía, han sido históricamente las disciplinas dedicadas a describir la Tierra. La topografía o determinación de lugares y distancias, y en menor medida la navegación, o determinación de la posición y de la dirección, se han desarrollado junto con la cartografía y la geografía, suministrando y cuantificando la información necesaria.
La Tierra tiene aproximadamente 8200 millones de habitantes (según datos a julio de 2024). Las proyecciones indicaban que la población humana mundial llegaría a 7000 millones a principios de 2012, pero esta cifra fue superada a mediados de octubre de 2011 y se espera llegar a 10 300 millones en 2080. Se piensa que la mayor parte de este crecimiento tendrá lugar en los países en vías de desarrollo. La región del África subsahariana tiene la tasa de natalidad más alta del mundo. La densidad de población varía mucho en las distintas partes del mundo, pero la mayoría de la población vive en Asia. Está previsto que para el año 2020 el 60 % de la población mundial se concentre en áreas urbanas, frente al 40 % en áreas rurales.
Se estima que solamente una octava parte de la superficie de la Tierra es apta para su ocupación por los seres humanos; tres cuartas partes está cubierta por océanos, y la mitad de la superficie terrestre es: desierto (14 %), alta montaña (27 %), u otros terrenos menos adecuados. El asentamiento permanente más septentrional del mundo es Alert, en la Isla de Ellesmere en Nunavut, Canadá. (82°28′N). El más meridional es la Base Amundsen-Scott, en la Antártida, casi exactamente en el Polo Sur. (90°S)

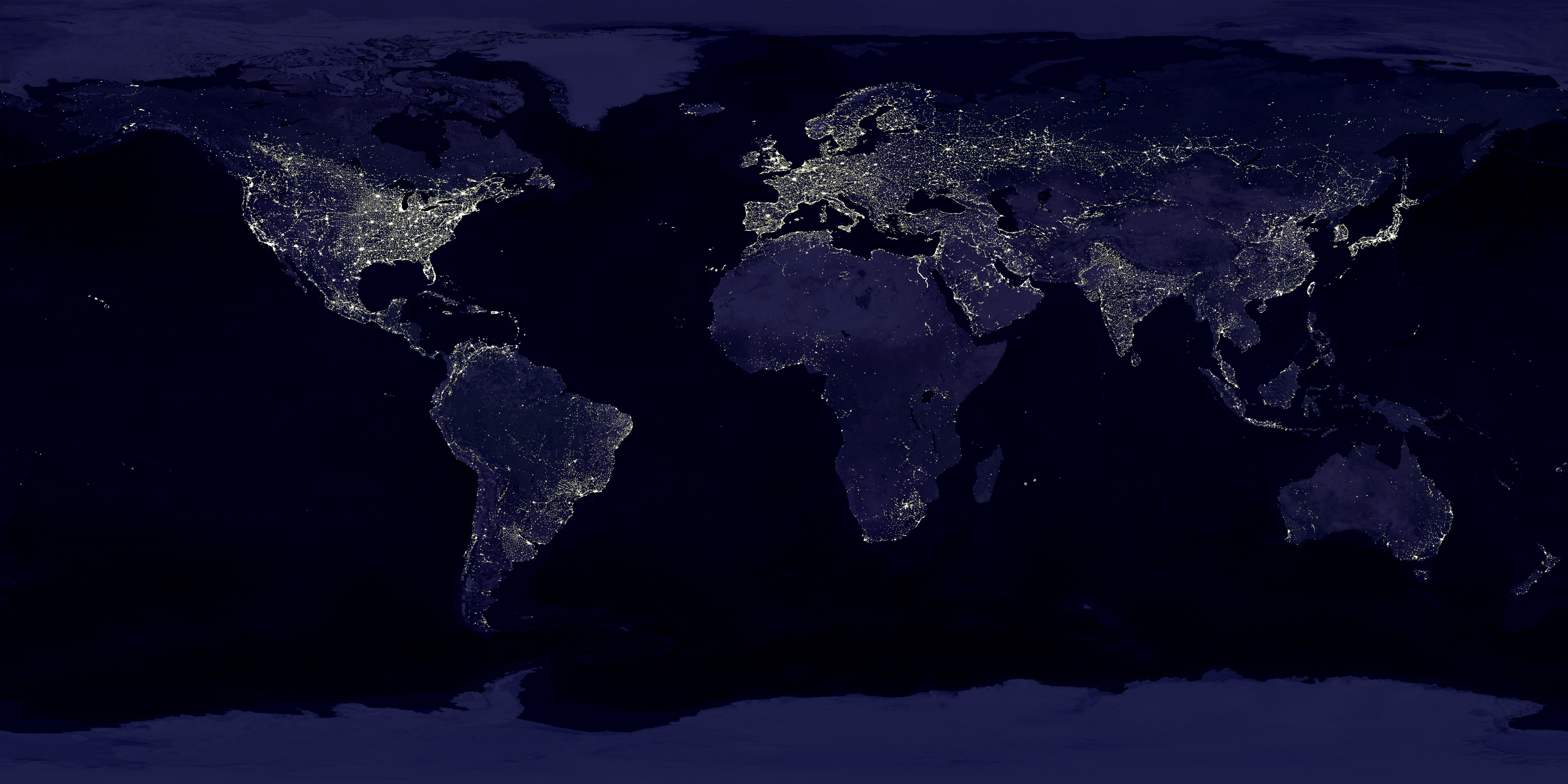
La Tierra de noche. Imagen compuesta a partir de los datos de iluminación del DMSP/OLS, representando una imagen simulada del mundo de noche. Esta imagen no es fotográfica y muchas características son más brillantes de lo que le parecería a un observador directo.

Las naciones soberanas independientes reclaman la totalidad de la superficie de tierra del planeta, a excepción de algunas partes de la Antártida y la zona no reclamada de Bir Tawil entre Egipto y Sudán. En el año 2011 existen 204 Estados soberanos, incluidos los 192 Estados miembros de las Naciones Unidas. Hay también 59 territorios dependientes, y una serie de áreas autónomas, territorios en disputa y otras entidades. Históricamente, la Tierra nunca ha tenido un gobierno soberano con autoridad sobre el mundo entero, a pesar de que una serie de estados-nación han intentado dominar el mundo, sin éxito.
Las Naciones Unidas es una organización mundial intergubernamental que se creó con el objetivo de intervenir en las disputas entre las naciones, a fin de evitar los conflictos armados. Sin embargo, no es un gobierno mundial. La ONU sirve principalmente como un foro para la diplomacia y el derecho internacional. Cuando el consenso de sus miembros lo permite, proporciona un mecanismo para la intervención armada.
El primer humano en orbitar la Tierra fue Yuri Gagarin el 12 de abril de 1961. Hasta 2004, alrededor de 400 personas visitaron el espacio exterior y alcanzado la órbita de la Tierra. De estos, doce han caminado sobre la Luna. En circunstancias normales, los únicos seres humanos en el espacio son los de la Estación Espacial Internacional (EEI). La tripulación de la estación, compuesta en la actualidad por seis personas, suele ser reemplazada cada seis meses. Los seres humanos que más se han alejado de la Tierra se distanciaron 400 171 kilómetros, alcanzados en la década de 1970 durante la misión Apolo 13.

## Perspectiva cultural

La primera fotografía hecha por astronautas del «amanecer de la Tierra», tomada desde el Apolo 8.

La palabra Tierra proviene del latín Tellus o Terra que era equivalente en griego a Gea, nombre asignado a una deidad, al igual que los nombres de los demás planetas del sistema solar. El símbolo astronómico estándar de la Tierra consiste en una cruz circunscrita por un círculo.
A diferencia de lo sucedido con el resto de los planetas del sistema solar, la humanidad no comenzó a ver la Tierra como un objeto en movimiento, en órbita alrededor del Sol, hasta alcanzado el siglo XVI. La Tierra a menudo se ha personificado como una deidad, en particular, una diosa. En muchas culturas la diosa madre también es retratada como una diosa de la fertilidad. En muchas religiones los mitos sobre la creación recuerdan una historia en la que la Tierra es creada por una deidad o deidades sobrenaturales. Varios grupos religiosos, a menudo asociados a las ramas fundamentalistas del protestantismo o el islam, afirman que sus interpretaciones sobre estos mitos de creación, relatados en sus respectivos textos sagrados son la verdad literal, y que deberían ser consideradas junto con los argumentos científicos convencionales de la formación de la Tierra y el desarrollo y origen de la vida, o incluso reemplazarlos. Tales afirmaciones son rechazadas por la comunidad científica y otros grupos religiosos. Un ejemplo destacado es la controversia entre el creacionismo y la teoría de la evolución.
En el pasado hubo varias creencias en una Tierra plana, pero esta creencia fue desplazada por el concepto de una Tierra esférica, debido a la gran evidencia de esta como su circunnavegación. La perspectiva humana acerca de la Tierra ha cambiado tras el comienzo de los vuelos espaciales, y actualmente la biosfera se interpreta desde una perspectiva global integrada. Esto se refleja en el creciente movimiento ecologista, que se preocupa por los efectos que causa la humanidad sobre el planeta.

## Día de la Tierra
En muchos países, el 22 de abril se celebra el Día de la Tierra con el objetivo de concienciar de las condiciones ambientales del planeta.